# Can Tesa (Centelles)
Can Tesa és un edifici de Centelles (Osona) inclòs a l'Inventari del Patrimoni Arquitectònic de Catalunya.

## Descripció
La seva balconada està situada al primer pis a la façana principal. Tota la finestra és de pedra treballada amb elements sobreposats de pedra ornamental. Té forma rectangular, de 2,5 m d'alçada x 1 m d'amplada.
A la llinda es troba un tors d'home, un aiguavés i un escut amb la grafia JHS. A les cantoneres hi ha dos elements en forma de pinya.

## Història
La construcció d'aquesta finestra s'hauria d'emmarcar dins el gran desenvolupament urbanístic que experimenta Centelles a partir del segle xvi.